# محمد حسين الزين
محمد حسين بن عبد الكريم بن حسين الزّين (1898 - 1982 م) (1316 - 1403 هـ) فقيه جعفري وكاتب وشاعر لبناني. ولد في النجف ونشأ بها على والده عبد الكريم، ثم ذهب معه إلى لبنان وقرأ مقدماته الأدبية والدينية عليه، ثم واصل دراسته في النجف سنة 1918، وبعده رجع إلى وطنه سنة 1937 إمامًا ومرشدًا. اهتم بالأدب والتاريخ في كتاباته وأشهر مؤلفاته هي «الشيعة في التاريخ» (1938)، وله أبحاث ومقالات كثيرة نشرت في الصحف العراقية واللبنانية، وديوان أشعار مخطوط. توفي في جبشيت عن 87 عامًا.

## سيرته
محمد حسين بن عبد الكريم بن حسين بن سليمان بن علي آل زين الدين الخزرجي العاملي. ولد في النجف سنة 1316 هـ/ 1898 م، سافر مع والده إلى جبشيت سنة 1325 هـ/ 1898 م ثم عاد إلى النجف سنة 1337 هـ/ 1918 م بعد أن درس مقدماته في لبنان على والده، وفي المدرسة النبطية التي تخرج منها. وفي النجف حضر حلقات بحث محمد حسين كاشف الغطاء، وحسين الحمامي، وجمال الدين الكلبايكاني. ثم عاد إلى وطنه سنة 1356 هـ/ 1937 م. فعمل مؤلفًا، فضلًا عن قيامه بمهامه الديني كمرشد وإمام.

توفي سنة 1403 هـ/ 1982 م في جبشيت ودفن بها. 

## أدبه
كان شاعرًا أديبًا ومؤلفًا، نشر بعض مقالاته وقصائده في الصحف. جاء في معجم البابطين عن شاعريته «نظم في عدد من الأغراض المتداولة للشعر في عصره: من مديح ورثاء ووداع وتهنئة، وعتاب ومراسلات إخوانية، واستنهاض للمجتمع، تأثرت قصائده بثقافته الدينية، واستمدت روافدها من تراث صاحبها.»  ومن شعره قوله من قصيدة نظمها يوم وداع أولاده ببغداد حينما أرسلهم للاصطياف في جنوب لبنان:

## آثاره
من مؤلفاته:
- «الشيعة في التاريخ»، صيدا، 1938
- «نظرات في الفقه»
- «شرح العروة الوثقى»
- «من قضايا الإسلام«
- توضيح الأصول اللفظية
- توضيح المنطق
- ديوان شعره

## وصلات خارجية
- في «شارخ»